# 寂寞的熱帶魚
「寂寞的熱帶魚」（日语：淋しい熱帯魚）為日本兩人女子團體Wink的第5張單曲，於1989年7月5日發行。

## 說明
- 松下電器的廣告歌曲。
- 前兩張單曲的A、B面皆為翻唱西洋歌曲，因此此單曲為繼1988年9月7日發行的，睽違十個月有原創作品發行。
- A面歌曲：「寂寞的熱帶魚」被台灣歌唱團體小虎隊於1990年翻唱為「星星的約會」，收錄於星星的約會專輯中。
- wink首次以非翻唱歌曲，獲得公信榜單週冠軍。
- 初發售即空降公信榜冠軍，連續25週進入前100名，最後獲得1989年全年排名第七名，銷量為wink自身的第二名的熱銷曲。(僅次於1988年發行的、「愛が止まらない 〜Turn It Into Love〜」)
- 同年12月，以此曲於第31屆日本唱片大獎、第22屆全日本有線放送大獎中受獎，並以此曲出賽第40回NHK紅白歌合戰（日语：第40回NHK紅白歌合戦），達成紅白初登場。

## 收錄曲目
1. (寂寞的熱帶魚)
  - 作詞: 及川眠子、作曲: 尾関昌也、編曲: 船山基紀
2. - 作詞・作曲: Hedy West、日本詞: 及川眠子、編曲: 船山基紀

翻唱西洋歌曲「Five Hundred Miles」。